# Sarovar
Un sarovar est dans le sikhisme un bassin d'eau, une piscine, notamment dans les endroits sacrés comme au Temple d'Or. Il sert aux ablutions religieuses et aux cérémonies. 

## Histoire
En sanskrit, les mots sar, sarvar, tarag et vapi sont utilisés. L'eau a un caractère sacré dans les religions du monde indien. L'un des plus anciens réservoirs date de 2500 ans avant Jésus-Christ et se dénomme : le Grand Bain ; il est à Mohenjo-daro, une ville dans le Pakistan actuel. Guru Amar Das (1479-1574), un des gourous du sikhisme, serait un des premiers à avoir construit une piscine sacrée, à Goindwal ; s'y baigner briserait les chaînes du samsara. Les autres symboles du bain sacré sont le pardon des péchés mais aussi le fait que le disciple veuille s'imprégner du divin, de la connaissance de l'existence, de la Vérité.
Pour les hindous, il est important de se baigner dans le Gange, surtout au lever ou au coucher du soleil. La ville d'Amritsar qui recèle le Temple d'Or, vient des mots sar : piscine, et, amrit : le nectar divin proche de l'ambroisie, ou de l'eau bénite.

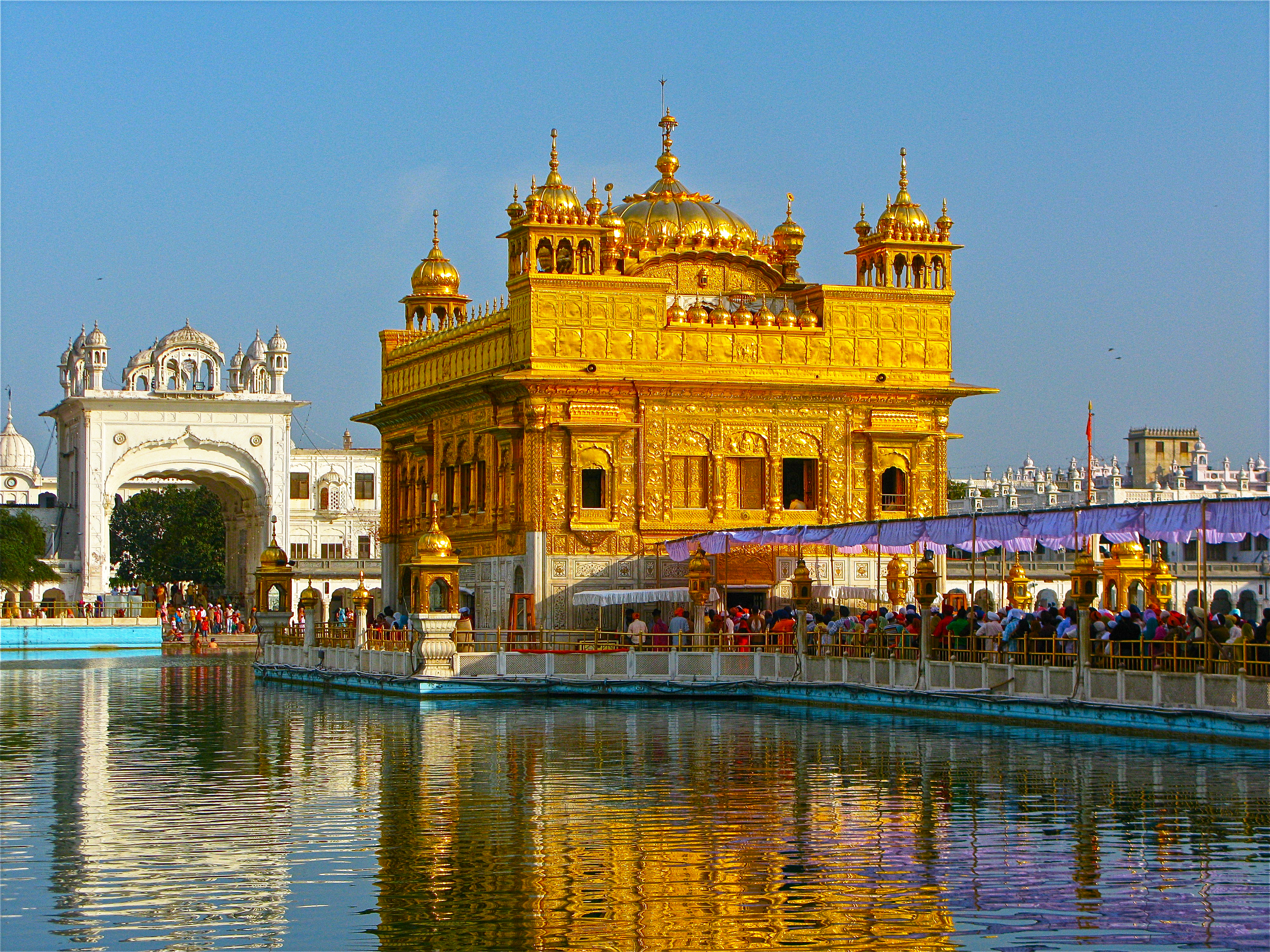
Une vue partielle du sarovar du Temple d'Or, à Amritsar, au Pendjab
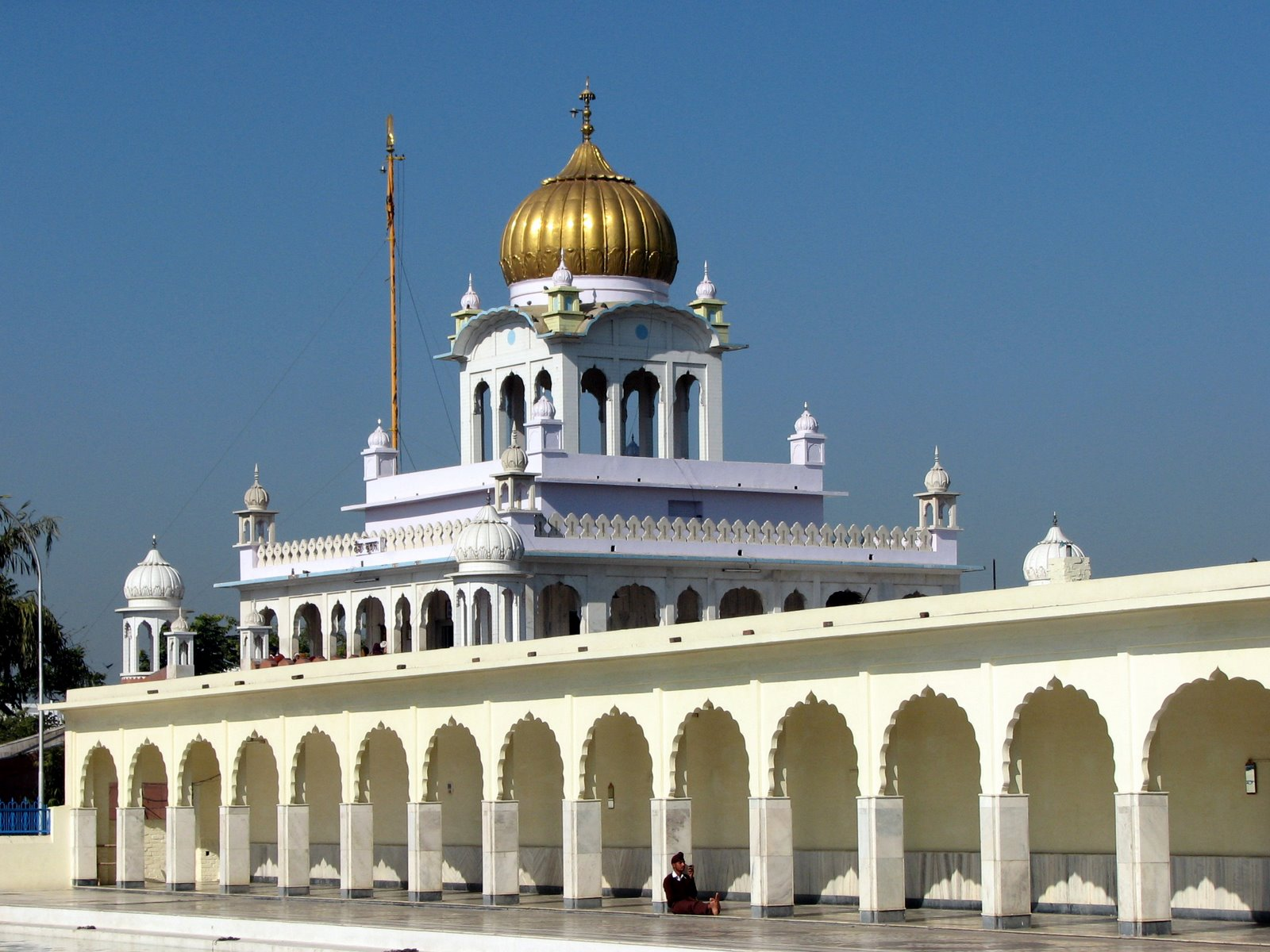
Sarovar du Gurdwara Fatehgarh Sahib
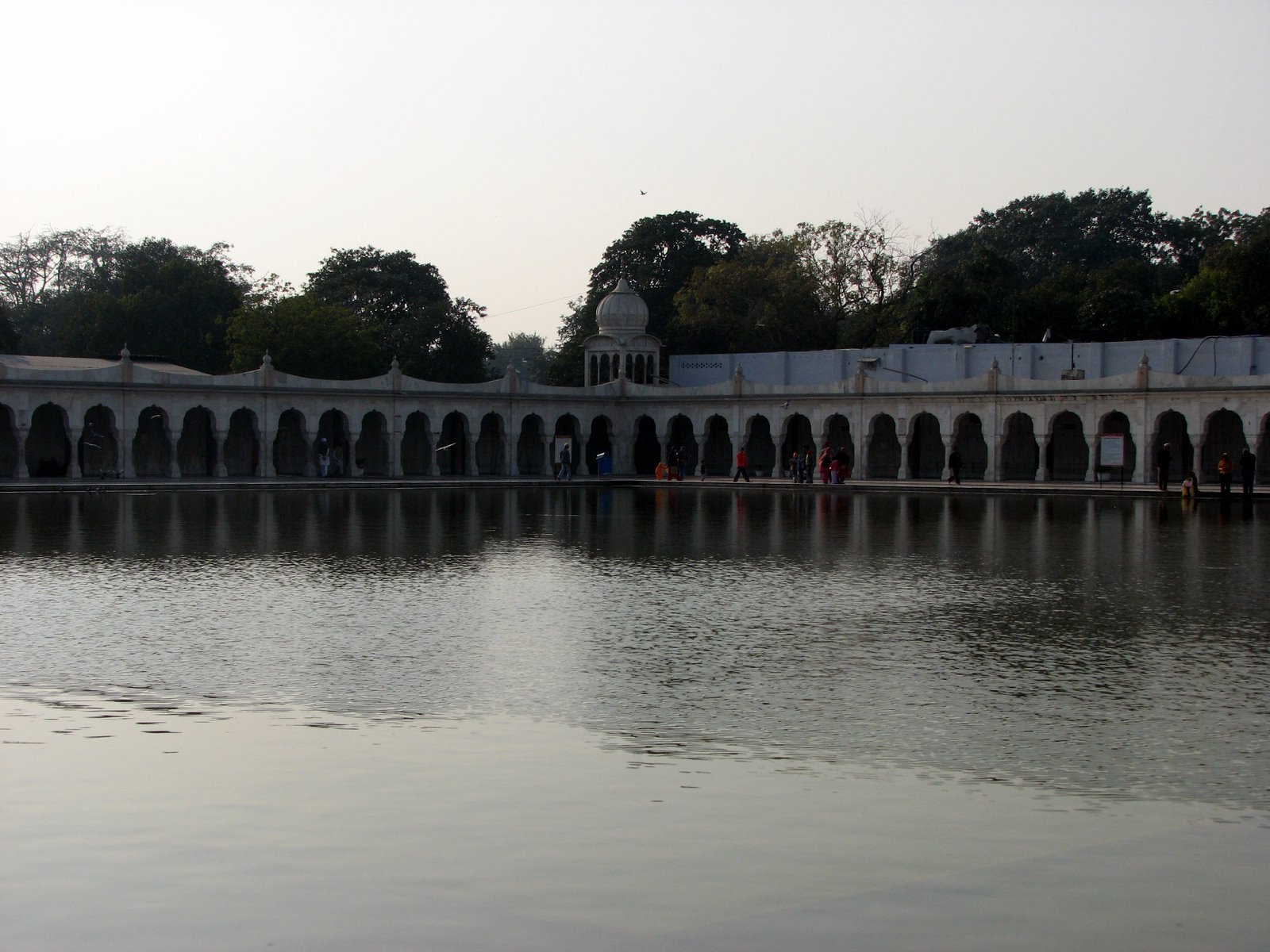
Sarovar du Bangla Sahib, à Delhi